# 9626 Stanley
A 9626 Stanley (ideiglenes jelöléssel 1993 JF1) a Naprendszer kisbolygóövében található aszteroida. Eric Walter Elst fedezte fel 1993. május 14-én.